# Anne O. Krueger

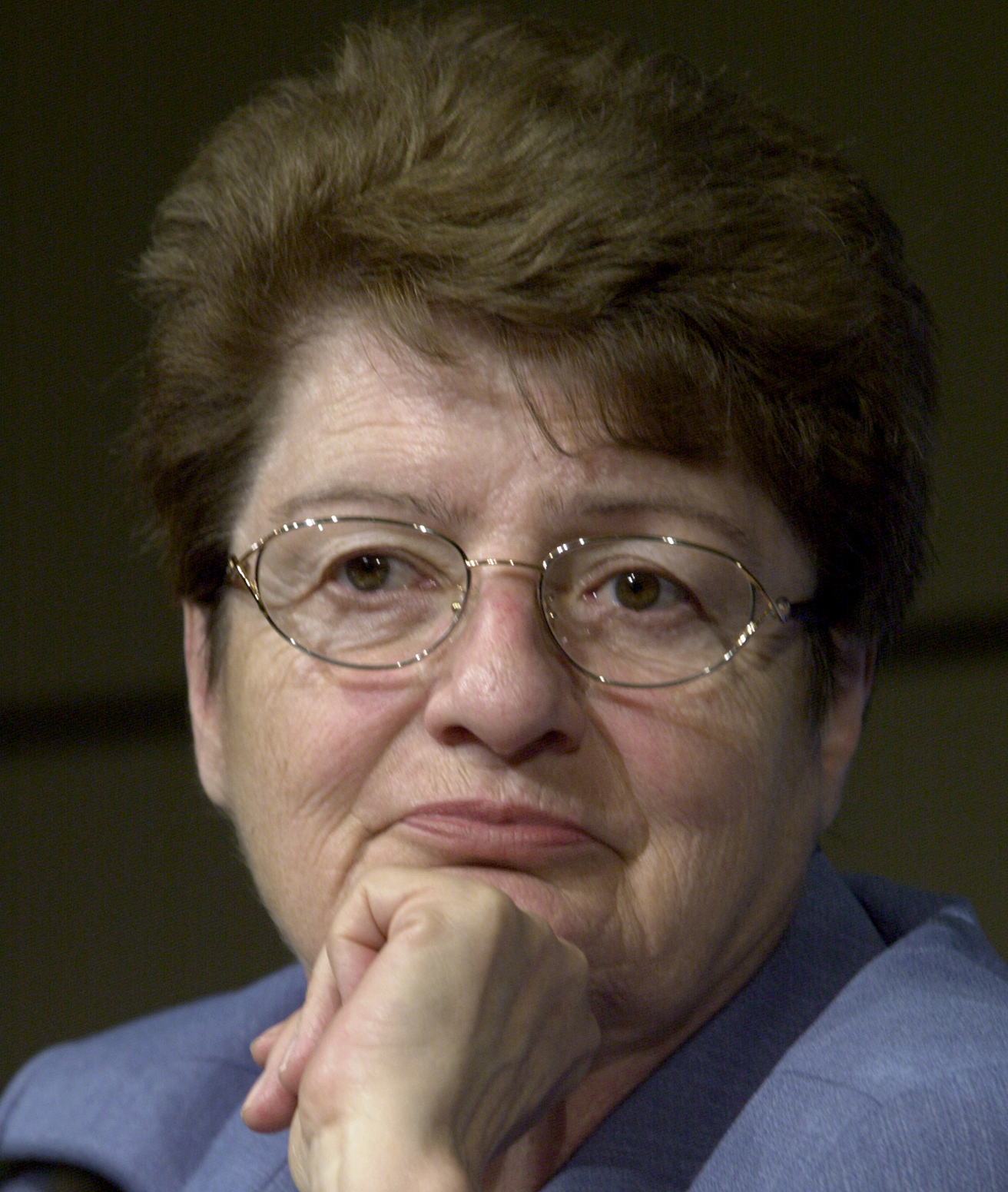
Anne O. Krueger (2004)

Anne Osborn Krueger (* 12. Februar 1934 in Endicott, New York) ist eine US-amerikanische Wirtschaftswissenschaftlerin und war ab 2001 stellvertretende Generaldirektorin des Internationalen Währungsfonds (IWF). Seit 2007 ist sie Professorin für internationale Ökonomie an der Johns Hopkins University School of Advanced International Studies (SAIS).

## Werdegang
Krueger war zwischen 1959 und 1982 Professorin an der Universität von Minnesota. Von 1982 bis 1986 arbeitete sie als Vice President of Economics and Research für die Weltbank. 1987 wechselte sie an die Duke University. 1994 wurde sie an die Stanford University berufen.
Im Jahr 1996 stand Krueger der American Economic Association als gewählte Präsidentin vor.

## Ehrungen
- 1983: Aufnahme als Mitglied in die American Academy of Arts and Sciences
- 1990: Bernhard-Harms-Preis des Instituts für Weltwirtschaft Kiel[2]
- 1995: Aufnahme als Mitglied in die National Academy of Sciences
- 2005: Mitglied der American Philosophical Society[3]

## Veröffentlichungen
- The Political Economy of the Rent-Seeking Society. In: American Economic Review 64.3 (1974), S. 291–303, JSTOR:1808883.